# 크로사

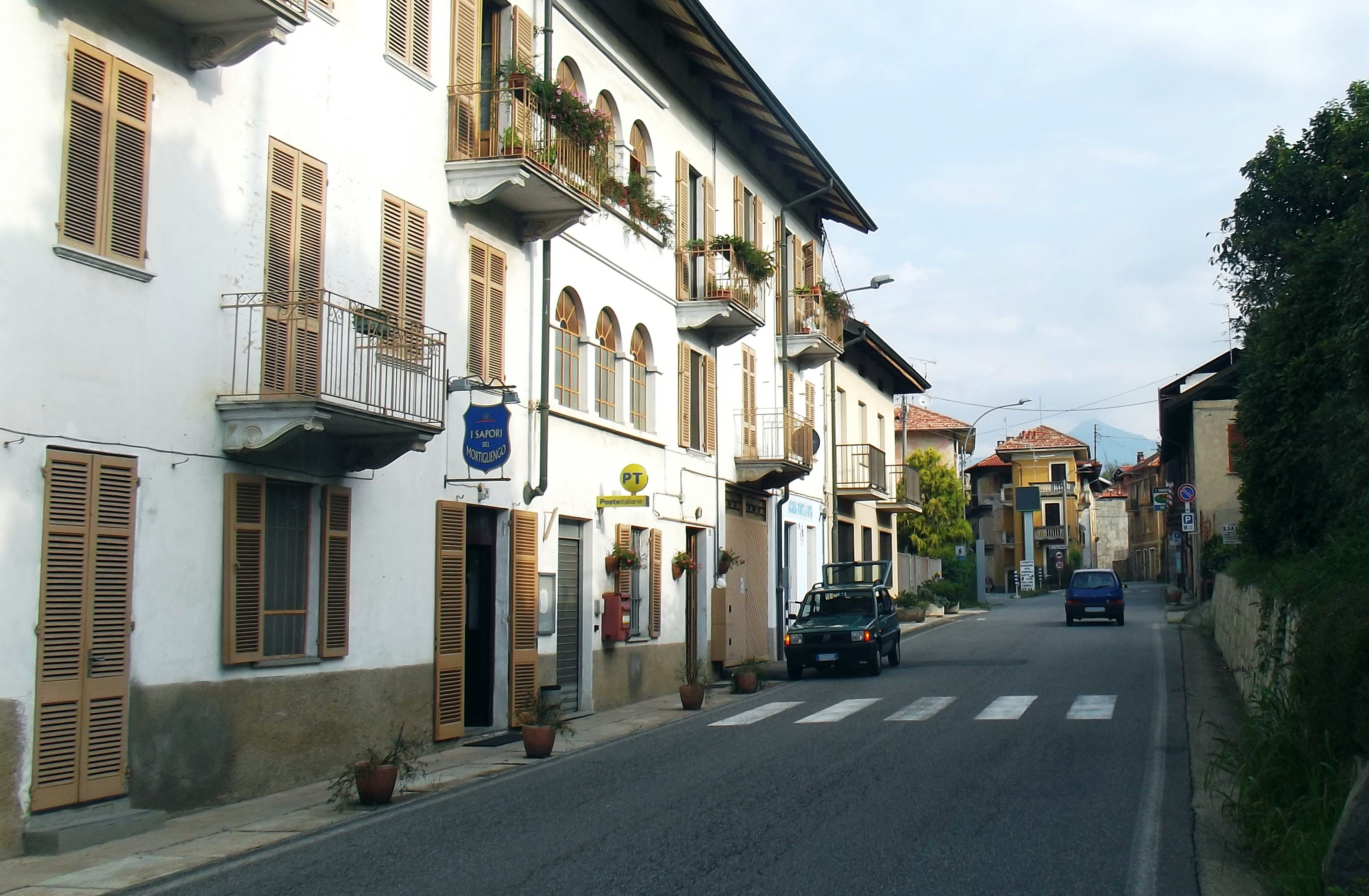
크로사.

크로사(Crosa)는 이탈리아 북서부 피에몬테주 비엘라도의 도시로, 토리노에서 북동쪽으로 70 km, 비엘라에서 북동쪽으로 12 km 떨어져 있다. 인접한 코무네로는 카사핀타(Casapinta), 코사토(Cossato), 레소나(Lessona), 스트로나(Strona) 등이 있다.